# Station Enschede Zuid
Station Enschede Zuid is een voormalig station in Enschede, gelegen aan de lijn Enschede-Ahaus (DE). Het station werd geopend op 25 april 1903 en geëxploiteerd door de AEE (Ahaus-Enschede Eisenbahn Gesellschaft). Het station werd gesloten (voor reizigersvervoer) op 1 april 1945.
In de jaren hierop volgend is het station nog in gebruik geweest als goederenstation. Dit station had een groot emplacement met veel aftakkingen, want veel bedrijven in de buurt van het station hadden een eigen aansluiting op het emplacement. Het goederenvervoer werd verzorgd door de Bentheimer Eisenbahn AG tot 29 april 1967, toen de spoorlijn door de NS werd opgebroken vanaf de aansluiting op het spoor tussen Boekelo en Enschede-Noord tot aan de Duitse grens. Het stationsgebouw zelf is in 1959 gesloopt en vervangen door een nieuwbouw. Dit gebouwtje is in de jaren 70 ook weer gesloopt toen de sporen werden opgebroken.
De goederenloods van Enschede-Zuid is in 1990 door brandstichting verwoest en afgebroken: de grote brug over het emplacement is in maart 1994 gesloopt wegens bouwvalligheid. Op het voormalige emplacement zat al kolenhandelaar Platvoet die later daar een tankstation exploiteerde. Deze is inmiddels ook verdwenen. Heden ten dage ligt er over het oude emplacement de Zuiderval en herinnert er weinig meer aan de Ahaus-Enscheder Eisenbahn in Enschede.